# Религия в Федеративных Штатах Микронезии

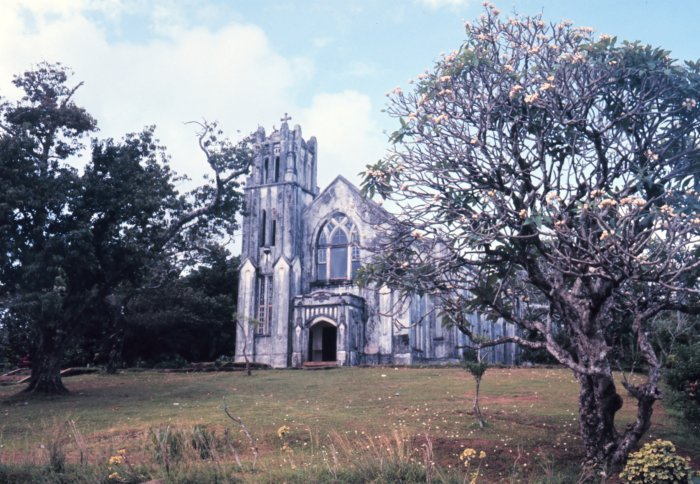
Католическая церковь, Колониа, Федеративные штаты Микронезии

Религия в Федеративных штатах Микронезии согласно Конституции этой страны отделена от государства. Свобода вероисповедания гарантируется государством. Бо́льшую часть населения Федеративных штатов Микронезии составляют христиане. В стране присутствуют различные протестантские общины и Римско-Католическая церковь. Участие местного населения в религиозных обрядах отличается высокой посещаемостью. Религиозные организации играют важную роль в общественной и политической жизни микронезийского общества.

## Христианство

### Протестанты
Большинство протестантских общин возникли в результате деятельности протестантских миссионеров из США. На островах Федеративных штатов Микронезии существуют общины баптистов, представители Армии Спасения, адвентисты седьмого дня, свидетели Иеговы и мормоны.
На острове Косраэ, население которого составляет около 7800 человек, 95 % от общей численности населения острова составляют протестанты.
Тридцать пять тысяч жителей острова Понпеи по конфессиональной принадлежности почти поровну подразделяются на католиков и протестантов. Межконфессиональный конфликт, произошедший на острове Понпеи в 90-х годах XIX века, разделил остров на две различные конфессиональные части: католическая община проживает в настоящее время на восточной части острова, протестантская община — на западной части острова. Это межконфессиональное разделение до сих пор существенно влияет на современную политическо-общественную обстановку в штате Понпеи.
На островах Чуук и Яп 60 % населения составляют католики, 40 % — протестанты.

### Католики
Первые католические миссионеры стали появляться в Микронезии в середине XVII века. Первые попытки миссионерской деятельности среди местного населения по разным причинам оканчивались неудачей. Постоянное присутствие Римско-Католической церкви начинается с 1881 года, когда на остров Понпеи по просьбе Римского папы Льва XIII прибыли миссионеры из монашеской конгрегации «Братство Святого Сердца Иисуса». 23 апреля 1993 года Святой Престол учредил епархию Каролинских островов, юрисдикция которой распространяется на Федеративные штаты Микронезии.
В настоящее время большинство католиков в Федеративных штатах Микронезии составляют эмигранты с Филиппин.

## Другие религии
На островах также присутствуют небольшие группы буддистов и бахаи.

## Источник
- International Religious Freedom Report 2007, Bureau of Democracy, Human Rights, and Labor (англ.)